# پادشاهی گیل
پادشاه گیل (همچنین حکومت جیل و گیل خوانده شده) عنوان حکومتی از مردم گیلک بود که حوالی روستای داخل شکل گرفت. این حکومت توسط حاکمانی از گیل و طایفه شاهنشاهوند اداره شد.
اقامتگاه پادشاه گیل به نوشته ابو اسحاق صابی در منطقه ای بود که به نام داخل شناخته می‌شد. نخستین شاه آنان تیرداذ پدر هروسندان بود. پس از مرگ تیرداذ پسرعمویش لیلی بن شاهدوست شاه شد که به رقابت با حسن بن علی الناصر پرداخت. با کشته شدن او به دست حسن بن قاسم الداعی، خوش‌کیا بن ویجکا الفاراوندی جایش را گرفت ولی پس از او پادشاهی به پسران هروسیندان بازگشت. سیاهگیل بن هروسندان موفق شد و دوره اش مدتی طولانی به طول انجامید. او مردی فاضل بود و فصاحتش در فارسی همچون قیس بن سعیده در عربی بود. به دعوت رکن الدوله به ری رفت و نزد او ماند. دخترش کریمه با عضد الدوله ازدواج کرد و مادر امیر ابو کالیجار مرزبان شد.